# Terremoto di Basilea (1356)

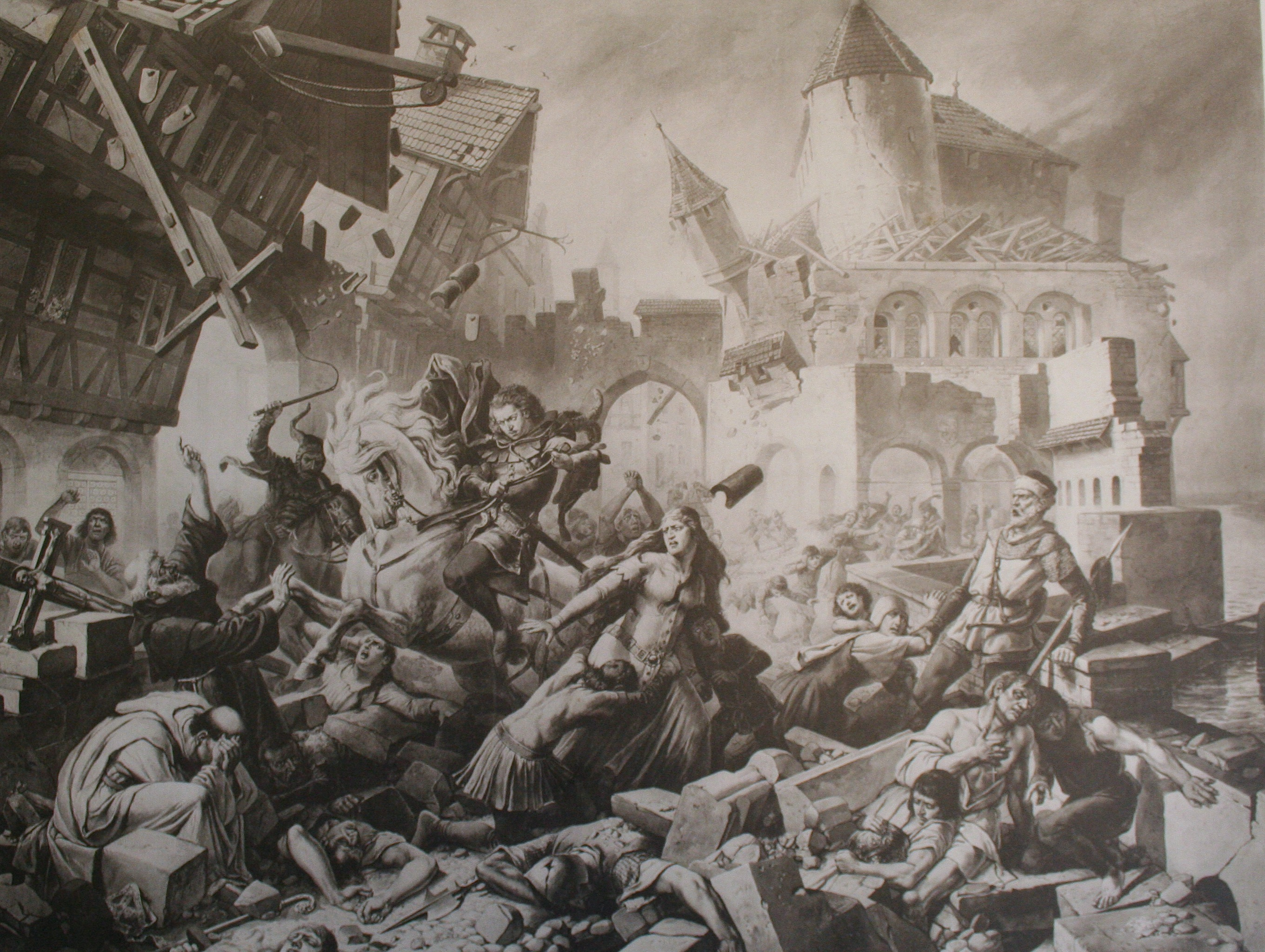
Rappresentazione del terremoto di Basilea del pittore Karl Jauslin

Il terrremoto di Basilea del 1356 è stato l'evento tellurico più significativo verificatosi nell'Europa Centrale, con una magnitudo tra 6.0 e 7.1. Questo terremoto, verificatosi il 18 ottobre 1356, è anche noto come Terremoto del giorno di San Luca, essendo il 18 ottobre giorno in cui è festeggiato san Luca Evangelista.

## Storia
Il rerremoto distrusse la città di Basilea il 18 ottobre 1356, oltre a provocare numerose distruzioni in una vasta regione che si estendeva in Francia e in Germania. Se ne sentirono gli effetti fino a grande distanza (Zurigo, Costanza e persino nell'Île-de-France).
L'intensità sismica massima nella scala MSK fu di IX-X. La carta macrosismica fu stabilita sulla base dei danni subiti, da documenti antichi, dai castelli della regione (da 30 a 40 castelli). A partire da questi dati la  magnitudo Mw del sisma è stata stimata intorno a 6,2 in Francia, mentre gli esperti elvetici e quelli tedeschi la valutano invece tra 6,7 e 6,9. Per memoria, un aumento di magnitudo di 0,6 (tra i valori 6,2 e 6,8) corrisponde a una liberazione di energia di circa 8 volte più importante.
Il sisma ebbe inizio verso le ore 16 (ora locale), il che permise alle persone di lasciare la città. Numerose repliche si sono susseguite durante la notte dal 18 al 19 ottobre. La città subì un secondo choc, molto violento, a metà della notte. La città all'interno dei bastioni fu distrutta da un incendio che durò tre giorni. La crisi sismica durò un anno. Il numero di morti è stato stimato in 300 persone nella sola città di Basilea.
La modellizazione dei dati macrosismici suggerisce che il sisma avrebbe avuto una sorgente orientata E-O, direzione corrispondente alle faglie cavalcanti del fronte del Giura. Per contro, gli ultimi studi di paleosismologia attribuiscono piuttosto la causa di questo sisma a una faglia normale orientata NNE-SSO a sud della città. L'importante magnitudo di questo evento fa pensare a un possibile prolungamento di questa faglia sotto la città stessa .
Questo tremore della terra è anche noto sotto il nome di sisma di San Luca, poiché è avvenuto il giorno di san Luca.